# Electro World
Singles de Perfume (groupe)
Computer City
(2006) Fan Service (Sweet)
(2007)
Electro World (エレクトロ・ワールド) est le 8e single du groupe de J-pop Perfume.

## Membres
- Yuka Kashino (樫野 有香?)
- Ayaka Nishiwaki (西脇 綾香?)
- Ayano Ōmoto (大本 彩乃?)

## Pistes
Toutes les chansons sont écrites et composées par Yasutaka Nakata.
| No | Titre                                | Durée |
| -- | ------------------------------------ | ----- |
| 1. | Electro World (エレクトロ・ワールド) |       |
| 2. | wonder2                              |       |